# Margny (Ardennes)
Margny je francouzská obec v departementu Ardensko v regionu Grand Est. V roce 2013 zde žilo 169 obyvatel.

## Poloha
Obec leží u hranic departementu Ardensko s departementem Meuse u hranic Francie s Belgií. Sousední obce jsou: Breux (Meuse), Florenville (Belgie), Herbeuval, Meix-devant-Virton (Belgie) a Sapogne-sur-Marche.

## Vývoj počtu obyvatel
Počet obyvatel 